# 铃木悠太
铃木悠太（1988年7月2日—），日本男性YouTuber、音乐家、钢琴家、游戏实况解说。除了本名“铃木悠太”之外，还以“YYUT”的名义活动。

## 简介
铃木出生于神奈川县川崎市多摩区，初中与高中就读于桐光学园，毕业于东京都立大学城市环境学系。
2007年，铃木开始在niconico动画上发布视频。起初主要上传钢琴弹奏动画歌曲的视频，但播放量稀少。不过在2015年左右视频开始积攒人气，铃木便趁热度继续上传视频，进而引起网民的关注。2018年5月，铃木在YouTube开设频道，截止到2020年2月16日，其在YouTube的订阅数已超过100万。
2018年12月31日，铃木在“niconico直播”上举办了跨年直播特别节目“踢翻内幕节目吧！温泉之歌 #一个人的红白歌会”。
2019年8月，铃木在“Comic Market 96”会上发售了自己的首张写真集。
2020年4月，铃木表示将从niconico动画中引退，只在YouTube活动。
2020年5月9日，铃木以“24小时不间断演奏钢琴”为标题进行现场直播，并于第二天完成目标 。
2020年9月5日，铃木在YouTube频道上表明自己将接受治疗白内障手术 。
2021年1月1日，铃木发推“人类能连续30小时弹钢琴吗？”，其在2020年12月30日下午6点0分至2021年1月1日凌晨0点0分连续30小时演奏钢琴，完成了这一目标。。

## 经历
铃木从5岁开始学习钢琴。有关钢琴弹奏，铃木表示：“虽然我没有绝对的音感，但还是有相对音感的。” 。
铃木主要发布有关动画歌曲与知名歌曲的钢琴弹奏及游戏解说的视频，有时也会掺杂一些黄段子。
由于朝鲜民主主义人民共和国的歌曲《攻击战》在日本较为有名，铃木便以“YYUT”的名义向朝鲜之声投稿，结果收到了回信，包含纸质版平壤新闻以及朝鲜之声的一张收听卡。
铃木和多个知名YouTuber，包括“水溜りボンド”、“たっくーTVれいでぃお”和上原亚衣等有诸多合作。
另外，根据2020年本人公开的照片，网民发现浏览器的书签里有收藏非法音乐下载网站KYO Music City的地址，但铃木表示该书签并非有意添加，也没有使用过该网站的服务。 

## 争议

### 一般男性脱粪
2017年6月，铃木于2channel上发布了《一般男性脱粪》的弹奏歌唱视频，改编自一位“恒心教”（反感唐泽贵洋的网民）人士所创作的MAD，歌词含有侮辱唐泽贵洋的情节，该视频一炮走红，并成为铃木的代表作，但引发恒心教人士不满，随即对铃木展开网暴，并要求其删除视频，否则将公开其频道粉丝的信息。最终于2020年，铃木迫于压力删除了有关视频。並隨後于自己的YouTube频道上表示今後不會再次彈唱該曲。

## 参与作品
| 专辑艺术家 | 专辑            | 发行日期       | 收录歌曲                 | 备注                        |
| ---------- | --------------- | -------------- | ------------------------ | --------------------------- |
| V.A.       | PhantasMaiden   | 2018年10月28日 | 1. 禊                    | [ 20 ] [ 21 ]               |
| V.A.       | AKASHIC ANALYZE | 2019年12月31日 | 1. 絶対!パラダイムシフト | 「ゆゆうた feat. miko」名義 |

## 主要节目
- 《人可以连续演奏几个小时》系列
- 《试弹（唱歌）》系列

## 合作
- 《我们的故事》- 手机游戏《Cosplay！！》主题曲作词 [23]
- NHK《不可避免研究中》社会人10年MV制作人（2020年5月29日播出） [24]

## 出版书籍
- 《胸骚》（写真集、2019年）
- 《独自探索网络荒原》（2021年）